# Avatar: Frontiers of Pandora
Avatar: Frontiers of Pandora est un jeu vidéo d'action-aventure en monde ouvert sur Windows, PlayStation 5, Xbox Series et Amazon Luna. Il est développé par Massive Entertainment et édité par Ubisoft, et est sorti le 7 décembre 2023.

## Histoire
Frontiers of Pandora se situe chronologiquement entre les films Avatar et Avatar : La Voie de l'eau.
Le personnage que contrôle le joueur est un Na'Vi qui a été enlevé et retenu captif par la corporation militaire RDA depuis son enfance. Il se réveille après des années de sommeil forcé, et va progressivement découvrir le monde qui l'entoure, la culture des Na'Vi et devenir un guerrier pour lutter contre la RDA. Sa quête sur son clan d'origine, les Sarentu, le conduira à explorer diverses zones habitées par d'autres grands clans, et à collaborer avec eux dans un but commun: lutter pour la paix sur Pandora.

## Système de jeu
Frontiers of Pandora est un jeu d'action-aventure en monde ouvert, en vue à la première personne, qui vous fera découvrir plusieurs biomes, dont certains absent des films de James Cameron. Il est possible d'apprivoiser et de chevaucher différentes créatures de Pandora comme des Banshees ou des Equidius afin de faciliter les déplacements. Lors de ces moments, la vue est à la troisième personne.
Le jeu se base sur un système de quêtes  à compléter pour faire avancer l'histoire. Le jeu étant en monde ouvert, l'aspect exploration du monde, de sa flore et de sa faune est important, ainsi que la libération des bases RDA. Pour cela, vous aurez à chasser, cueillir et même cuisiner afin d'améliorer vos équipements ou conditions physiques. Les plats cuisinés vous permettront de combler votre faim et ainsi mieux affronter vos ennemis. Enfin, le fuit de vos chasses et récoltes vous permettra de créer de meilleurs équipements (système de craft ou la qualité de l'équipement créé dépends de la qualité des ingrédients utilisés).
L'armement utilisé comprend des armes Na'Vi (divers arcs) aussi bien que des armes humaines (fusil à pompe, fusil d'assaut).
Une mécanique de jeu originale est utilisée pour la progression du personnage. Le gain de niveau est régi par la qualité et les performances des vêtements et armes équipés, et non par l'attribution de points d'expériences donnés à la fin de chaque objectif accompli. Il est donc primordial d'améliorer son équipement au fil de l'aventure.

## Développement
Le jeu est annoncé pour la première fois en mars 2017 lorsque Massive Entertainment rapporte que son prochain titre majeur est basé sur le film Avatar de James Cameron. Lors d'un appel aux investisseurs en 2021, il est révélé que le jeu devait sortir entre avril 2022 et mars 2023. Le nom officiel du jeu, Avatar: Frontiers of Pandora, est annoncé pendant l'E3 2021 avec une sortie en 2022. En juillet 2022, il est reporté à 2023 ou 2024. Une date de sortie est annoncée lors de l'Ubisoft Forward 2023 pour le 7 décembre 2023.

## Accueil

### Critiques
D'après l'agrégateur de critiques Metacritic, Frontiers of Pandora a reçu des appréciations "mixtes ou moyennes". Il lui donne un score de 72/100 sur la base de 76 critiques.

### Ventes
Ubisoft, qui est l’éditeur du jeu, n'a pas encore apporté de précision sur le nombre de copies vendues du jeu.

### Galerie artistique
- Ubisoft, « Art Blast », sur ArtStation, 24 mars 2024 : recueil de concept arts et de bandes de démonstration du jeu fini.